# HMS Hood (51)
HMS Hood (broj plamenca 51) bio je britanski bojni krstaš izgrađen 1918. u brodogradlištu John Brown & Company u Clydebanku u Škotskoj. Između dva svjetska rata najveći ratni brod na svijetu. Potopljen je 1941. u bitki u Danskom prolazu nedaleko od Grenlanda, za vrijeme pokušaja proboja na Atlantik njemačkog bojnog broda Bismarck, što je jedna od ključnih epizoda drugog svjetskog rata na sjevernom Atlantskom oceanu.
Bio je jedini izgrađeni od četiri 1916. godine naručena bojna krstaša klase Admiral u sklopu interventnog ratnog programa. Iako je nakon bitke kod Jyllanda dizajn znatno prepravljen, ustanovljeno je da i modificirani projekt sadrži znatne limite. Radi toga, i radi informacije da Njemačka nije bila sposobna dovršiti gradnju svojih bojnih krstaša klase Mackensen kojima je klasa Admiral bila namijenjena parirati, radovi na drugom brodu iz serije zaustavljeni su 1917., te je zato Hood zadnji izgrađeni britanski bojni krstaš. HMS Hood bio je simbol britanske pomorske sile između dva rata i jedan od najslavnijih ratnih brodova u povijesti.

## Povijest

### Izgradnja
Povodom gubitka tri britanska bojna krstaša u Jyllandskoj bitci, 5000 tona oklopa nadodano je u projekt s namjerom da ga se zaštiti od 381 mm topova. Ipak, promjene dizajna bile su žurne i manjkave, kombinacija palubnog i bočnog oklopa nije garantirala sigurnost u odnosu na projektile pod određenim kutovima, posebno u odnosu na projektile iz drugog svjetskog rata. Modifikacije su znatno povećale masu što je izazvalo vrlo nisko nadvođe i konstrukciju pod jakim stresom. Unatoč konkretnim apelima da se brod izreže još u navozu, poratna ekonomska situacija nije omogućavala da se izgradi zamjena. Izgradnja preostala 3 broda klase Admiral stornirana je 1917. te je započeo razvoj bojnih brodova N3 i bojnih krstaša G3. Porinut je 22. kolovoza 1918. Kuma je bila udovica Admirala Horacea Hooda, koji je zapovijedao 3. eskadrom bojnih krstaša s HMS Invincible - potopljenom u bitki kod Jyillanda, pra-pra-unuka Lorda Hooda po kome je brod nazvan. Nakon opremanja i probnih vožnji uveden je u službu 15. svibnja 1920. pod zapovijedništvom kapetana Wilfreda Tomkinsona, te je postao glavni brod eskadre bojnih krstaša Britanske atlantske flote. Cijena izgradnje bila je 6 025 000 funti .

### Bojni krstaš ili bojni brod
Iako je britanska mornarica Hood uvijek označavala kao bojni krstaš, noviji povjesničari, kao Anthony Preston, smatraju da se radilo o brzom bojnom brodu. 1918. godine osoblje američke ratne mornarice u Velikoj Britaniji bilo je vrlo impresionirano Hoodom kojeg su opisali kao brzi bojni brod, te su zagovarali izgradnju sličnih jedinica u SAD-u. US navy je nastavio s gradnjom svojih bojnih brodova klase South Dakota i bojnih krstaša klase Lexington, ali smanjeni glavni pojas oklopa i torpedni lanseri na klasi Lexington bili su jasni utjecaj britanskog bojnog krstaša.
Pojavom novih klasa bojnih brodova, američke Colorado i japanske Nagato, naoružanih topovima 406 mm, Hoodov oklop postao je neadekvatan. Royal Navy bila je svjesna svih mana u konstrukciji te je radi toga cijeli radni vijek proveo u eskadrama bojnih krstaša.
Unatoč takvoj klasifikaciji Hood je između dva rata, od uvođenja u službu do izgrađnje bojnog broda Bismarck, bio najveći ratni brod na svijetu, najveći brod britanske ratne mornarice do izgradnje bojnog broda HMS Vanguard 1946., najduži ratni brod do uvođenja u službu japanskog bojnog broda Yamato 1941., te je još uvijek najduži brod ikada u britanskoj ratnoj mornarici. Bit će prestignut najranije 2014., uvođenjem u službu novih nosača aviona klase Queen Elizabeth.

## Karakteristike
Pri punom opterećenju Hood je težio 47 600 t, maksimalna brzina bila je 31 čvor 1920., i 29 čvorova 1941. Motori su razvijali snagu od 113 MW, odnosno 151 200 ks.

### Oklop
33% ukupne tonaže odnosilo se na oklop, što je bio veliki postotak među britanskim brodovima, ali mali u odnosu na 40% u njemačkoj i američkoj mornarici. Glavni pojas bio je 305 mm debljine, srednji 178 mm, i gornji 127 mm. Palubni oklop bio je izrađen od čelika povišene čvrstoće: pramčani kaštel 44-51 mm, gornja paluba 51 mm iznad komora s municijom - 19 mm drugdje, glavna paluba 76 mm iznad komora s municijom - 25 drugdje; + 51 mm nagib pri dnu glavnog pojasa, donja paluba (pramac i krma) 76 mm iznad osovina, 51 mm iznad komora s municijom, 25 mm drugdje.
76 mm oklop na glavnoj palubi ugrađen je pri završnim fazama izgradnje nakon što su testiranja pokazala da topovske granate mogu probiti 51 mm oklop. Bilo je predloženo da se novi 76 mm oklop proširi na cijelu glavnu palubu te da se radi kompenzacije u opterećenju ukloni zapovjedni toranj i torpedni lanseri, ali ojačane su samo zone iznad komora s municijom.

### Naoružanje
Glavno naoružanje se temeljilo na 8x381 mm topova, po dva u ukupno četiri kule - dometa 27 km, 14x(7x2) 102 mm protuavionskih topova, 3 osmerocijevna Pom pom 40 mm topa i 4x533 mm torpedna lansera. Protuavionsko topništvo sastojalo se od 5x4 12,7 mm i 5x20 raketnih lansera Unrotated Projectile.

## Između dva rata
U međuratnom periodu Hood bio je najveći ratni brod na svijetu, vrlo omiljen u britanskom narodu koji ga je nazivao Mighty Hood (moćni Hood). Radi svoje slave admiralitet često ga je slao na promotivna putovanja. 1923. – 1924. bio je na svjetskoj turneji zajedno s HMS Repulse i još nekoliko manjih brodova te je oko 750 000 ljudi posjetilo je brod tijekom putovanja. 1929. – 1930. izvedena je veća modernizacija, s još jednom u planu za 1941. Konstantno korištenje bazirano na statusu glavnog broda u floti rezultiralo je znatnom potrošnjom materijala te je krajem 1930-ih bio u relativno lošem stanju koje je između ostaloga sprečavalo plovidbu na maksimalnoj brzini.
 Izbijanje 2. svjetskog rata spriječilo je i renoviranje i moguće povlačenje iz službe.

## Drugi svjetski rat
Od 1936. služio je u Sredozemnoj floti. U lipnju 1939. pridružio se eskadri bojnih krstaša domovinske flote u Scapa Flowu. Po izbijanju rata patrolirao je mora oko Islanda i Farskih Otoka radi osiguranja konvoja i sprečavanja njemačkih rejdera u proboju na Atlantik. U rujnu 1939. pogodila ga je 250 kg teška avionska bomba, ali bez većih oštećenja. Kao glavni brod operativne grupacije "Force H", sudjelovao je u razaranju francuske flote kod Mers-el-Kebira srpnja 1940. U kolovozu vraća se u britanske vode radi bitke za Britaniju, tada na vrhuncu intenziteta. Ponovo u eskadri bojnih krstaša, dvaput je poslan u borbu protiv neprijateljskih brodova: 28. listopada protiv džepnog bojnog broda Admiral Scheer, a 24. prosinca na krstaricu Admiral Hipper ali u oba slučaja nije ih uspio pronaći. Siječnja - ožujka 1941. obavljena je modernizacija u Rosythu ali velika prijetnja njemačkih brodova nije omogućavala veće zahvate.

### Bitka u Danskom prolazu
Kada su svibnja 1941. njemački bojni brod Bismarck i teška krstarica Prinz Eugen isplovili za Atlantik, Hood je pod zapovjedništvom kapetana Ralpha Kerra i komandatom grupacije Admiralom Lancelotom Hollandom, zajedno s HMS Prince of wales, 2 teške krstarice i 6 razarača poslan da spriječi njihov proboj prije susreta sa savezničkim konvojima. Susreli su se i sukobili 24. svibnja, u Danskom prolazu, između Islanda i Grenlanda.
Admiral Holland nastojao je presjeći put njemačkim brodovima koristeći se podacima s radara krstarica HMS Suffollk i HMS Norfolk, te je računao da će do sukoba doći po noći za što je britanska mornarica bila posebno uvježbana. Ipak, Suffolk i Norfolk izgubile su kontakt s neprijateljem, te su pod ispravnom pretpostavkom da su Bismarck i Prinz Eugen već prošli prema Atlantiku, i britanski brodovi uputili se u tome smjeru, ali bez razarača koje je Admiral Holland poslao na sjever. U 02:47 24. svibnja 1941. krstarica Suffolk javlja da je otkrila neprijateljske brodove, te Hood i Prince of Wales brzinom od 28 čvorova kreću u presretanje. Ujutro oko 05.30 uspostavljen je vizualni kontakt na udaljenosti od 17,6 km. Hood prvi otvara vatru, a potom i Prince of Wales. 
Zapovjednik njemačke eskadre naredio je da se sva vatra usmjeri na Hood. U međusobnoj razmeni vatre pogođeni su i Hood i Bismarck. Pri pokušaju da povećaju udaljenost između sebe i njemačke grupe, britanski brodovi skreću i izlažu bok neprijateljskoj vatri, te je tada Hood pogođen cijelim plotunom. Ogromna eksplozija razara britanski admiralski brod koji tone za samo nekoliko minuta. Od cjelokupne posade spašeno je svega troje ljudi.
Nakon potapanja Hooda, britanski je admiralitet svoju cjelokupnu flotu, sve čime je raspolagao na Atlantiku poslao u lov na njemačke brodove. Oštećeni Bismarck nastojao se probiti do Bresta ali je potopljen od britanske flote - ili ga je potopila vlastita posada -  prije nego što se dokopao francuske obale 27. svibnja 1941.

## Istraga
Admiralitet je proveo istragu o potapanju Hooda i između nekoliko mogućih scenarija, najvjerojatnijim se smatra da je razaranje bojnog krstaša izazvala Bismarckova granata koja je pogodila krmeno skladište s municijom, a koje je zbog konstrukcijske greške bilo nedovoljno zaštićeno.

## Vanjske poveznice
- H.M.S. Hood Association
- HMS Hood na www.maritimequest.com
- Službena stranica na www.royalnavy.mod.uk   Arhivirana inačica izvorne stranice od 18. prosinca 2008. (Wayback Machine)